# National Provincial Championship 2001
La National Provincial Championship 2001 fue la vigésimo sexta edición del principal torneo de rugby de Nueva Zelanda.
El campeón del torneo fue el equipo de Canterbury quienes lograron su cuarto campeonato.

## Sistema de disputa
Cada equipo enfrenta a los equipos restantes en una sola ronda.
- Los cuatro mejores equipos clasifican a semifinales por la búsqueda del campeonato.

- El equipo ubicado en la 10° posición al final del campeonato disputa un repechaje frente al campeón de la Segunda División.

- El equipo ubicado en la 11° posición al final del campeonato descenderá directamente a la Segunda División.

## Clasificación
Tabla de posiciones:
| Pos. | Equipo           | Encuentros | Encuentros | Encuentros | Encuentros | Tantos | Tantos | Tantos | PB | PB | Puntos |
| Pos. | Equipo           | PJ         | PG         | PE         | PP         | F      | C      | Dif    | BO | BD | Puntos |
| ---- | ---------------- | ---------- | ---------- | ---------- | ---------- | ------ | ------ | ------ | -- | -- | ------ |
| 1.º  | Canterbury       | 10         | 9          | 0          | 1          | 407    | 164    | +243   | 8  | 0  | 44     |
| 2.º  | North Harbour    | 10         | 8          | 0          | 2          | 242    | 149    | +93    | 4  | 2  | 38     |
| 3.º  | Otago            | 10         | 7          | 0          | 3          | 332    | 226    | +106   | 4  | 1  | 33     |
| 4.º  | Auckland         | 10         | 6          | 0          | 4          | 272    | 193    | +79    | 4  | 2  | 30     |
| 5.º  | Waikato          | 10         | 6          | 0          | 4          | 312    | 234    | +78    | 4  | 1  | 29     |
| 6.º  | Wellington       | 10         | 4          | 0          | 6          | 245    | 208    | +37    | 5  | 3  | 24     |
| 7.º  | Northland        | 10         | 5          | 0          | 5          | 253    | 266    | -13    | 2  | 1  | 23     |
| 8.º  | Taranaki         | 10         | 4          | 0          | 6          | 275    | 293    | -18    | 3  | 1  | 20     |
| 9.º  | Southland        | 10         | 2          | 1          | 7          | 184    | 351    | -167   | 1  | 1  | 12     |
| 10.º | Bay of Plenty    | 10         | 2          | 0          | 8          | 148    | 366    | -218   | 1  | 2  | 10     |
| 11.º | Counties Manukau | 10         | 1          | 1          | 8          | 158    | 378    | -220   | 0  | 1  | 7      |

|  | Semifinalistas.                               |
|  | Repechaje frente al campeón de la División 2. |
|  | Desciende a la División 2.                    |

### Semifinales
| 27 de octubre | Canterbury | 53 - 22 | Auckland |  |  |

| 27 de octubre | North Harbour | 10 - 37 | Otago |  |  |

### Final
| 3 de noviembre | Canterbury | 30 - 19 | Otago |  |  |

| Bandera de Nueva Zelanda |
| Campeón Canterbury       |
| Cuarto título            |

### Repechaje
| 28 de octubre | Bay of Plenty | 32 - 12 | Hawke's Bay |  |  |

- Bay of Plenty mantiene la categoría para la próxima temporada.